# Лодойнш
Лодойнш (порт. Lodões)  —  населённый пункт и бывший район в Португалии. Район Лодойнш входил в округ Браганса. Являлся составной частью муниципалитета Вила-Флор. По старому административному делению входил в провинцию Траз-уж-Монтиш и Алту-Дору. Входил в экономико-статистический субрегион Доуру, который входит в Северный регион. Население составляло 142 человека на 2001 год. Занимал площадь 7,83 км².
При реорганизации 2012—2013 годов был объединён с Асаришем.